# DUMBO

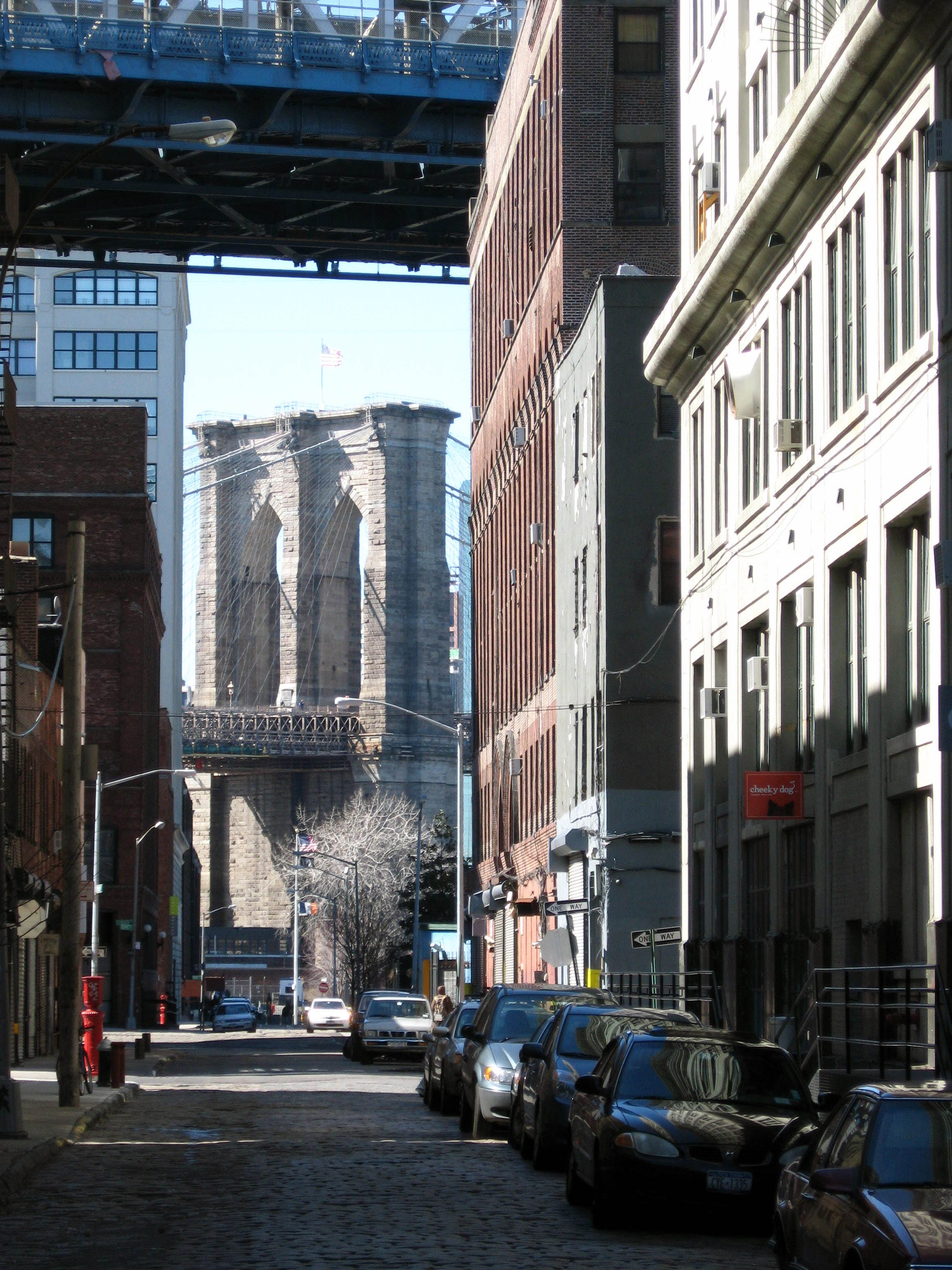
Плимут-стрит

DUMBO (аббревиатура от англ. Down Under the Manhattan Bridge Overpass, дословно: Проезд под Манхэттенским Мостом) — район в северо-западном Бруклине, штат Нью-Йорк, США. Район состоит из двух кварталов, первый из которых располагается между Манхэттенским и Бруклинским мостами, а второй продолжается за Манхэттенским мостом до района Винегар Хилл.

## История
До 1890 года западная часть района была известна как Фултон Лэндинг. Это был в основном промышленный район, где располагались склады, бумажная фабрика и мыловаренный завод.
Процесс деиндустриализации района начался, когда паромная переправа связывавшая Бруклин и Манхэттен была закрыта в связи с открытием Бруклинского моста. В 1970-х годах в район стали приезжать молодые художники, которые арендовали большие по размеру и доступные по цене чердаки и подвалы для своих студий. Аббревиатура DUMBO было придумана в 1978 году. По задумке это должно было отпугнуть новых застройщиков от уничтожения исторического облика района. В 1990-х, в связи с резким увеличением цен на недвижимость в Манхэттене, район стал подвергаться процессу джентрификации.
Джой Глидден — галерист, куратор выставок современного искусства, основала Галерею DUMBO, а также стала инициатором создания Нью-Йоркского Художественного Фестиваля «Dumbo Art Under the Bridge Festival», директором которого она была в период с 1997 по 2006 год. Использовав искусство как катализатор для роста благосостояния района, Глидден создала тенденцию к изменению облика промышленных набережных по всему миру.
18 декабря 2007 года нью-йоркская Комиссия по вопросам сохранения достопримечательностей единогласно проголосовала за присвоение району статуса исторического.

## Транспорт

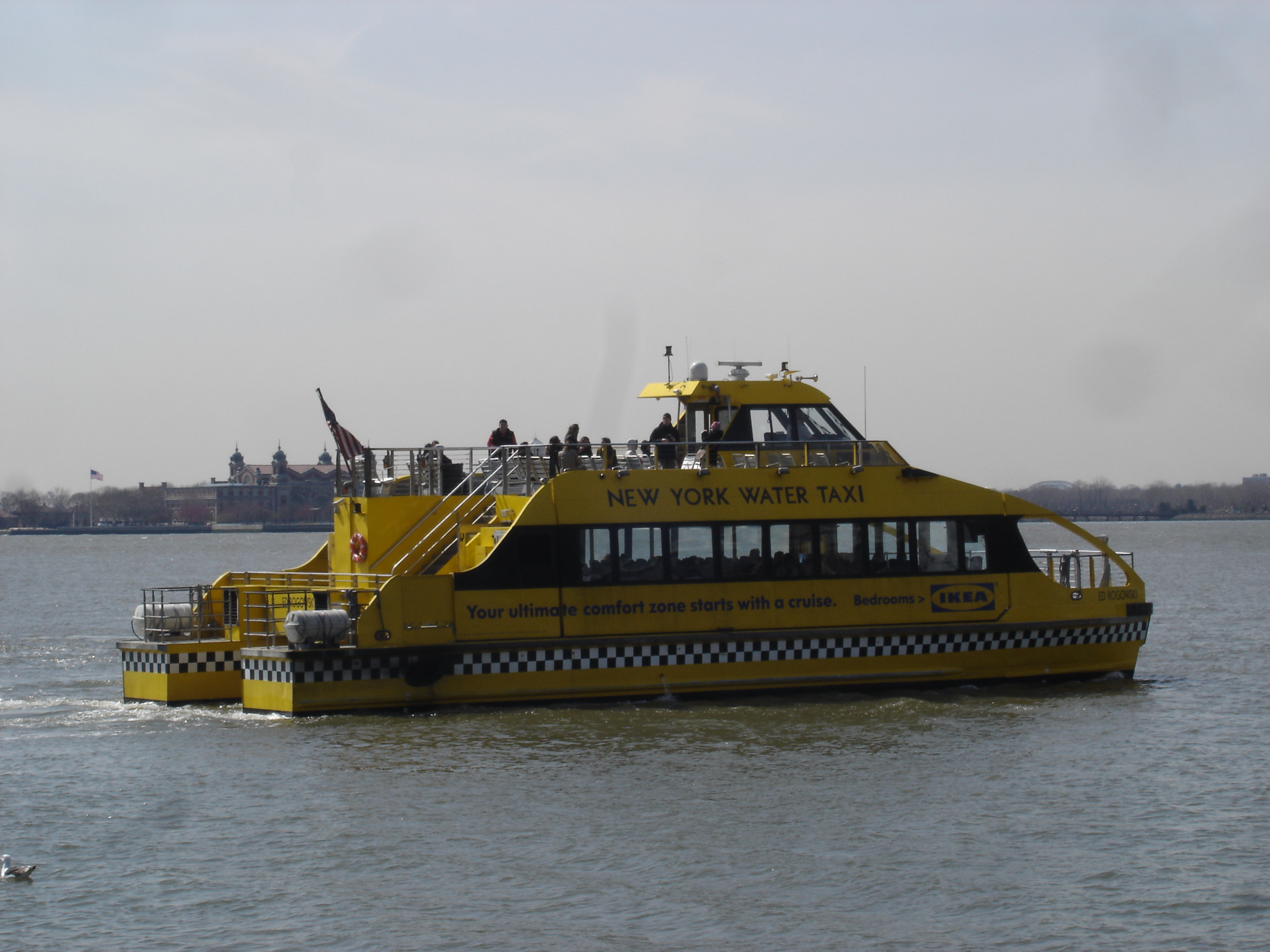
Нью-Йоркское водное такси

Через район проходят две линии метрополитена.
IND Eighth Avenue Line (два маршрута):
- Eighth Avenue Express
- Eighth Avenue Local

IND Sixth Avenue Line (один маршрут):
- Sixth Avenue Local

Через район проходят три автобусных маршрута:
Fulton Street Line
Seventh Avenue Line
Vanderbilt Avenue Line
С июля 2011 года возобновлена паромная переправа, осуществляемая компанией East River Ferry. Паром соединяет районы Бруклина DUMBO, Гринпойнт и Уильямсберг с Манхэттеном и Губернаторским островом.
Также в районе есть станция нью-йоркского водного такси.

## Интересные факты

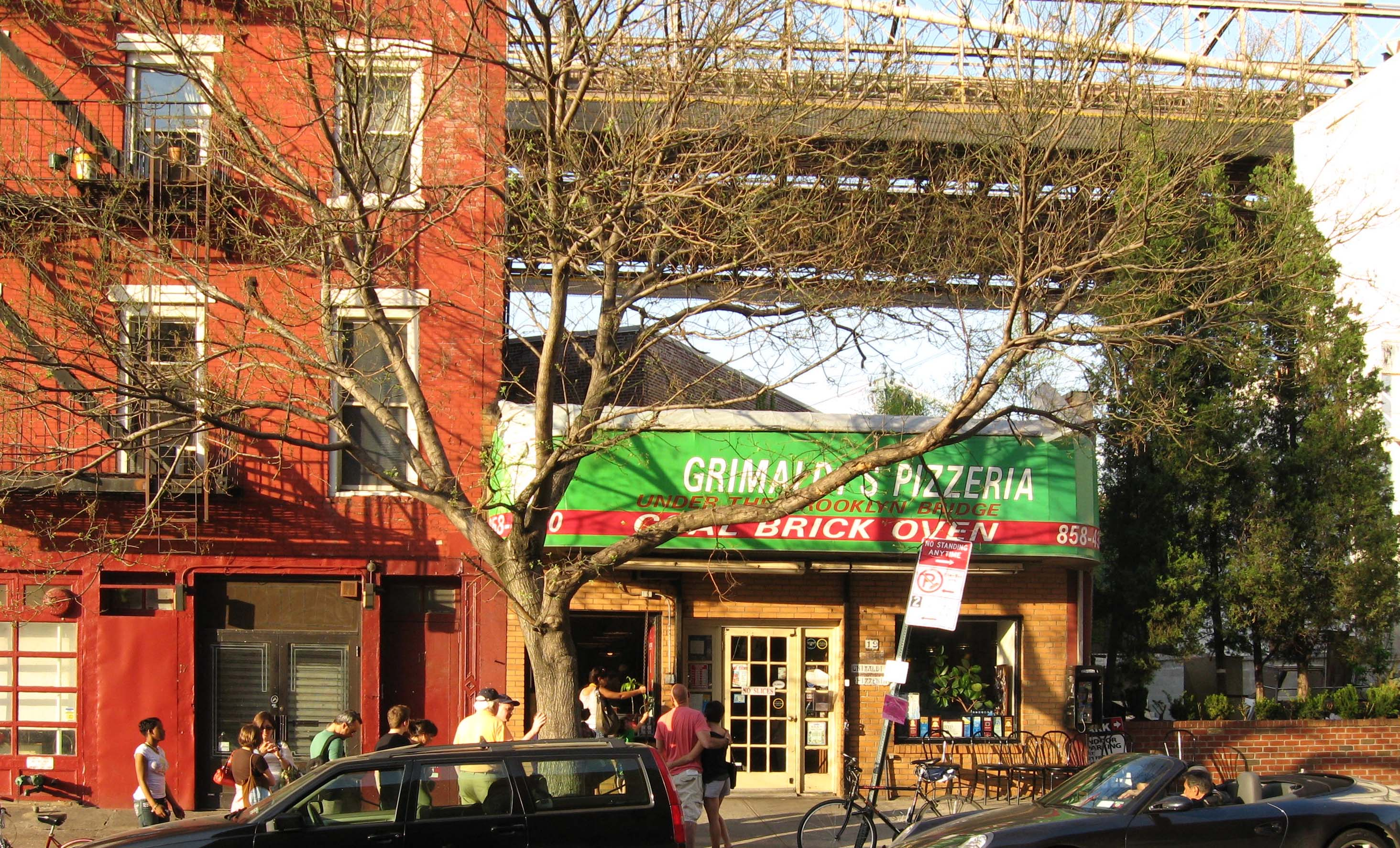
Знаменитая нью-йоркская пиццерия Grimaldi’s под Бруклинским мостом

- Район DUMBO считается кулинарным районом Нью-Йорка. На его территории открыта знаменитая пиццерия Grimaldi’s Pizzeria, Бруклинская фабрика мороженого, а также знаменитая шоколадная фабрика шоколатье Жака Торреса[4].
- В районе DUMBO располагается компания Carolina Herrera New York.